# Pièce interchangeable

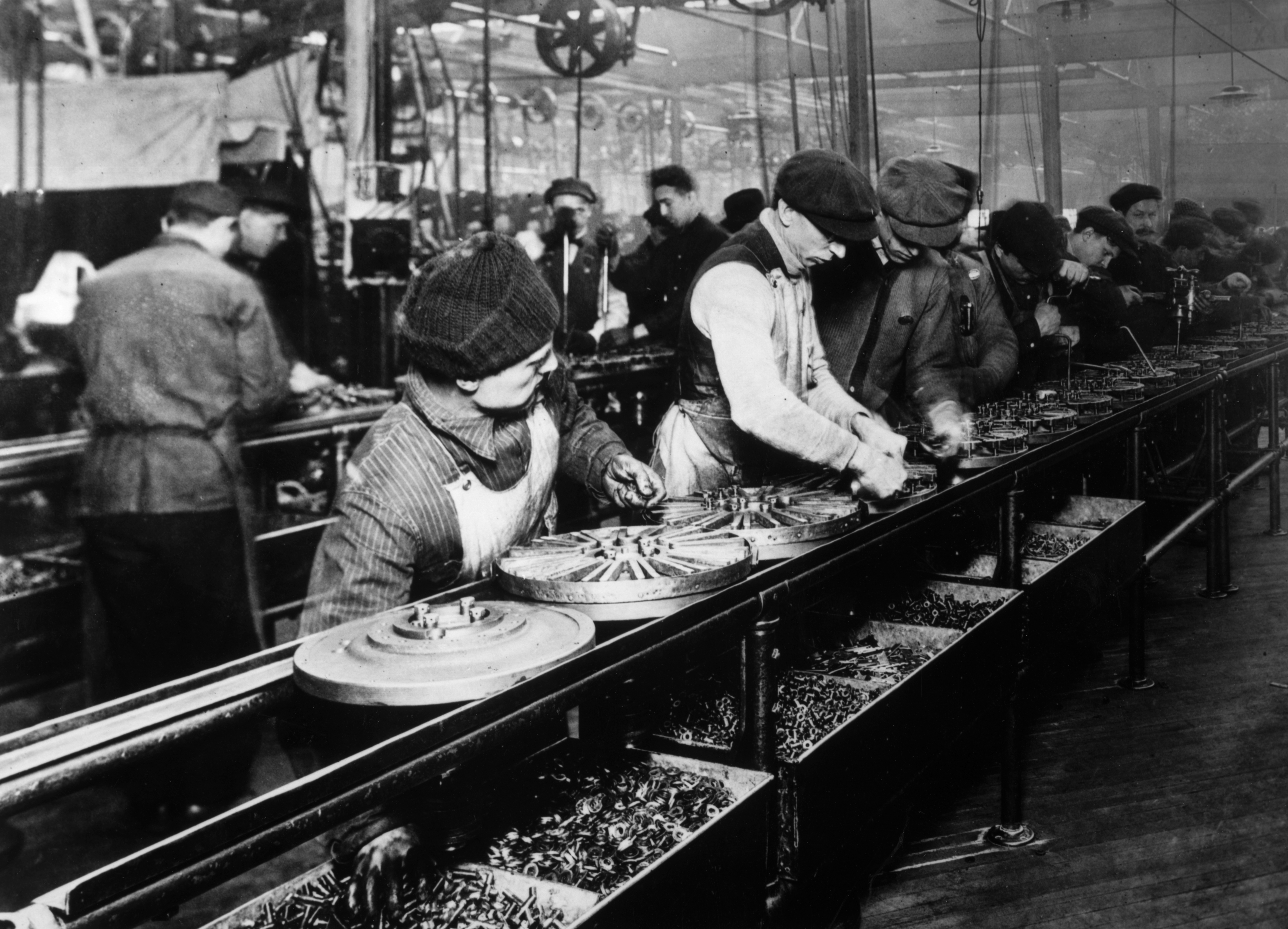
Ford utilisait souvent des pièces interchangeables entre les modèles de voitures pour réduire les coûts, mais cette pratique a lentement diminué après avoir perdu des parts de marché au profit de Chevrolet.

Une pièce interchangeable est une pièce (composant) identique à une autre dans la pratique. Les pièces interchangeables sont fabriquées selon des spécifications qui garantissent qu'elles sont tellement identiques qu'elles s'adapteront à n'importe quel assemblage du même type. Une pièce de ce type peut librement remplacer une autre, sans qu'il soit nécessaire de procéder à un ajustement personnalisé, tel que le limage. Cette interchangeabilité permet d'assembler facilement de nouveaux dispositifs et de réparer plus facilement les dispositifs existants, tout en minimisant le temps et les compétences nécessaires à la personne chargée de l'assemblage ou de la réparation.
Le concept d'interchangeabilité a été crucial pour l'introduction de la chaîne de montage au début du XXe siècle, et est devenu un élément important de certaines fabrications modernes, mais il est absent d'autres industries importantes.
L'interchangeabilité des pièces a été obtenue en combinant un certain nombre d'innovations et d'améliorations dans les opérations d'usinage et l'invention de plusieurs machines-outils, telles que le tour revolver, la fraiseuse et la raboteuse à métaux. D'autres innovations comprenaient des gabarits pour guider les machines-outils, des montages pour maintenir la pièce à usiner dans la bonne position, ainsi que des blocs et des jauges pour vérifier la précision des pièces finies. L'électrification a permis d'alimenter les machines-outils individuelles par des moteurs électriques, éliminant ainsi les entraînements par arbre de transmission des machines à vapeur ou de l'énergie hydraulique et permettant des vitesses plus élevées, ce qui a rendu possible la fabrication moderne à grande échelle. Les machines-outils modernes sont souvent dotées d'une commande numérique, ce qui permet de réduire les coûts de production.

## Histoire

### Premier usage
L'utilisation de pièces interchangeables remonte à plus de 2 000 ans, à Carthage, lors de la première guerre punique. Les navires carthaginois étaient équipés de pièces standardisées et interchangeables, sur lesquelles figuraient même des instructions d'assemblage du type « la patte A dans la fente B ».

### Origines du concept moderne
À la fin du XVIIIe siècle, le général français Jean-Baptiste Vaquette de Gribeauval encourage l'utilisation d'armes normalisées dans ce qui est devenu le système Gribeauval, après qu'il a été publié sous forme d'ordonnance royale en 1765 (l'une des réussites du système était que les canons en fonte massive étaient alésés selon des tolérances précises, ce qui permettait aux parois d'être plus minces que les canons coulés avec des noyaux creux. Cependant, comme les noyaux étaient souvent décentrés, l'épaisseur de la paroi déterminait la taille de l'alésage. L'alésage normalisé permettait de raccourcir les canons sans sacrifier la précision et la portée grâce à l'ajustement plus serré des obus. Elle permettait également de standardiser les obus.
Avant le XVIIIe siècle, les armes à feu étaient fabriquées une à une par les armuriers, d'une manière unique. Si un seul élément d'une arme à feu devait être remplacé, il fallait soit envoyer l'ensemble de l'arme à feu à un armurier expert pour des réparations personnalisées, soit la mettre au rebut et la remplacer par une autre arme à feu. Au cours du XVIIIe siècle av. J.-C. et au début du XIXe siècle, l'idée de remplacer ces méthodes par un système de fabrication interchangeable s'est progressivement développée,. Ce développement prendra des décennies et impliquera de nombreuses personnes,.
Gribeauval a accordé son patronage à Honoré Blanc, qui a tenté de mettre en œuvre le système Gribeauval au niveau du mousquet. Vers 1778, Honoré Blanc commence à produire certaines des premières armes à feu dotées de platines à silex interchangeables, bien qu'elles soient fabriquées avec soin par des artisans. Blanc démontre devant un comité de scientifiques que ses mousquets pouvaient être équipés de platines en silex choisies au hasard dans une pile de pièces.
Les mousquets à platines interchangeables attirent l'attention de Thomas Jefferson grâce aux efforts d'Honoré Blanc lorsque Jefferson était ambassadeur en France en 1785. Jefferson tente de persuader Honoré Blanc de s'installer en Amérique, mais n'y parvient pas. Il écrit donc au secrétaire américain à la Guerre pour lui soumettre son idée et, à son retour aux États-Unis, il s'emploie à en financer le développement. Le président George Washington approuve l'idée et, en 1798, un contrat est passé avec Eli Whitney pour 12 000 mousquets construits selon le nouveau système.